# Get the World
Get the World (estilizada como GET THE WORLD) é uma canção de Hironobu Kageyama lançada em single pela Victor Entertainment em 21 de fevereiro de 1997.

## Produção
A composição das músicas ficou por conta de Gouji Tsuno, que já trabalhou na trilha de diversos animes e séries de tokusatsu, incluindo Choujin Sentai Jetman e outras músicas da franquia Bakusō Kyōdai Let's & Go. Já o letrista Reo Rinozuka esteve envolvido em trilhas de animes como Zenki. A dupla também compôs e escreveu o lado B do single, "Tobu ze, Let's & Go!!", feita como uma image song do anime Bakusō Kyōdai Let's & Go!! WGP.
O single original vinha com um adesivo.

## Legado
Ambas as canções do single foram feitas para o anime Bakusō Kyōdai Let's & Go!! WGP, sendo a faixa-título usada como abertura da série.
Eizo Sakamoto fez um cover de "GET THE WORLD" para seu álbum Super Anime Song Legend of the 1990's.
Kageyama incluiu "GET THE WORLD" em sua coletânea Kage chan Pack ~Kimi to Boku no Daikoushin~.

## Recepção
O single chegou à 76ª posição no Oricon Singles Chart.
O site NetLab, da ITMedia, organizou um ranking das 21 melhores músicas de Kageyama por votação popular, e "GET THE WORLD" ficou na sexta colocação. O mesmo tipo de votação foi feito pelo site Anime Anime, onde a mesma canção ficou em quarto lugar.

## Faixas
| N.º            | Título                                     | Letras         | Música         | Arranjo        | Duração |  |
| 1.             | "GET THE WORLD"                            | Reo Rinozuka   | Gouji Tsuno    | G. Tsuno       | 3:47    |  |
| 2.             | "Tobu ze, Let's & Go!!"                    | R. Rinozuka    | G. Tsuno       | G. Tsuno       | 3:35    |  |
| 3.             | "GET THE WORLD (Original Karaoke)"         | instrumental   | G. Tsuno       | G. Tsuno       | 3:47    |  |
| 4.             | "Tobu ze, Let's & Go!! (Original Karaoke)" | instrumental   | G. Tsuno       | G. Tsuno       | 3:32    |  |
| Duração total: | Duração total:                             | Duração total: | Duração total: | Duração total: | 14:41   |  |